# Maniaci sentimentali
Maniaci sentimentali è un film del 1994 diretto da Simona Izzo.
Trasmesso nel maggio 1996 in prima visione televisiva su Canale 5.
Per questo film la Izzo vinse il David di Donatello come miglior regista esordiente, mentre Monica Scattini vinse quello per la migliore attrice non protagonista.

## Trama
Nel casale di campagna in cui vivono, Mara e Luca si apprestano ad ospitare una riunione familiare in occasione della prima comunione delle loro gemelle Sara e Giuditta. I due coniugi si trovano ormai al capolinea del loro matrimonio e Mara ha intuito da tempo che il marito la tradisce con un'altra donna. Luca, sceneggiatore momentaneamente disoccupato, è anche tormentato da strani sogni ricorrenti in cui ha rapporti omosessuali con il suo migliore amico Sandro, un produttore cinematografico.
In casa intanto c'è un grande fermento e tutto sembra andare storto: la Mamy, la madre inglese di Mara che vive con loro, sta cercando un idraulico che ripari la caldaia e poco dopo la fedele domestica Nazarena si licenzia, esasperata dal viavai di gente che da mesi le procura un carico extra di lavoro. Di buon mattino al casale arriva Serena, la sorella di Luca, una farmacista divorziata con un bambino a carico. Serena non perde occasione per sparlare dell'ex marito davanti al figlio Edoardo ed è alla continua ricerca di un compagno che possa mettere fine alla sua astinenza sessuale.
Nel frattempo la sorella minore di Mara, Giusy, si trova ai piani superiori della casa insieme al fidanzato Maurizio, ingenuo operaio di umili estrazioni che la sottopone ad estenuanti maratone di sesso. Giusy, che è in cura da uno psicologo per sentirsi appagata, da tempo cerca di respingere gli approcci di Maurizio e si è inventata un fastidioso problema di bruciori nelle parti intime. Maurizio, fra l'altro, è costretto ad intrufolarsi in casa di nascosto per evitare di farsi scoprire dalla Mamy.
Al casale arriva anche Sandro, che racconta di continuo a Luca delle sue numerose conquiste sessuali, fra cui Picci, moglie del suo medico curante. In realtà Picci è uno strozzino a cui Sandro deve dieci milioni, ma non sa dove andarli a prendere. Luca decide di aprirsi con l'amico e gli racconta dei suoi sogni omosessuali, ma omette il fatto che l'altro uomo è proprio lui. Intanto arriva anche l'altra sorella di Mara, Claudia, una cantante lirica che ha l'abitudine di frequentare uomini sposati i quali immancabilmente la lasciano dopo pochi mesi. Sandro corteggia Claudia da anni, ma lei non ha mai ceduto alle sue avances e appena arrivata, la donna annuncia alle sorelle di aver invitato il suo attuale compagno, il direttore d'orchestra Rodolfo. Questi le ha raccontato di aver già chiesto il divorzio a sua moglie e Claudia ha intenzione di presentarlo ufficialmente alla madre. Quest'ultima vive nel rancore da quindici anni, da quando cioè suo marito l'ha lasciata per sposare un'altra donna, Laura, da lei ribattezzata "zinne e culo".
Dopo un'escursione collettiva nel bosco a cercare funghi per la cena, in casa scoppia un parapiglia: per caso Mara ascolta la conversazione telefonica fra Luca e la sua amante e gli fa una scenata davanti a tutti i parenti; anche Maurizio lascia il casale amareggiato dopo aver origliato un discorso di Giusy con le sorelle, in cui la ragazza si mostra insoddisfatta per la scarsa cultura del fidanzato; Claudia intanto si incontra con Rodolfo nel giardino e l'uomo la spinge ad avere un rapporto nel ripostiglio della caldaia, per poi rivelarle di non aver chiesto il divorzio a sua moglie. Durante l'amplesso, i due riattivano fortuitamente la caldaia e la Mamy, che se ne accorge subito, va a ringraziare Rodolfo credendolo l'idraulico. La figlia non ha il coraggio di raccontarle la verità e, amareggiata, scaccia per sempre Rodolfo.
A tavola sono rimasti solo Sandro e Serena, la quale da tempo ha messo gli occhi sull'amico e tenta goffamente di sedurlo. Sandro decide di portare un piatto di pasta con i funghi a Luca e l'uomo gli confessa di avere una relazione con Caterina Mongelli, un'attricetta esaurita che lui stesso gli aveva presentato per darle un lavoro. Sandro cerca di spingere l'amico a riflettere bene prima di lasciare Mara, da cui lui stesso è stato a lungo attratto, ma Luca sembra convinto. Intanto Claudia racconta la sua disavventura sentimentale a Serena e subito dopo scoppia in una crisi isterica, costringendo le sorelle a dormire insieme a lei. Serena, avendo trovato la cagnetta Blondie immobile, si convince che i funghi che hanno mangiato erano avvelenati e lo racconta allarmata a Sandro; tuttavia i due scoprono ben presto che Blondie stava solo per partorire e così, felici per lo scampato pericolo, finiscono a letto insieme.
La mattina dopo è il grande giorno della comunione ma in chiesa giunge Caterina, che Sandro cerca di mandare via. La ragazza però viene notata da tutti e Sandro è costretto a presentarla come la sua amica Picci, che Mara invita a pranzo insieme a loro. In chiesa si presentano anche la domestica Nazarena (che viene riassunta), Maurizio (che vuole in qualche modo congedarsi dalla famiglia) e il padre di Mara insieme alla seconda moglie. Durante il pranzo però gli equilibri vengono di nuovo sconvolti quando i bambini, dopo aver sentito un discorso fra Mara e Serena, scrivono "troia" con un pennarello indelebile nel piatto di Caterina. La giovane quindi si rivela come l'amante di Luca, il quale comincia a dare in escandescenze insultando tutta la famiglia, compreso il padre della moglie che va via adirato. Luca e Mara scatenano un grandissimo litigio di fronte a tutti e al termine del quale Luca viene cacciato di casa da Sandro.
Mentre si trova in auto con Caterina però, Luca ha dei ripensamenti e decide di lasciarla per tornare a casa. Sandro aveva predetto tutto e si fa trovare in camera da letto insieme a Mara, in modo che al ritorno dell'amico egli possa capire come si sia sentita la moglie. Luca chiede perdono a Mara, che lo riaccoglie a braccia aperte e anche le vicende sentimentali degli altri familiari si sistemano: Giusy e Maurizio tornano insieme, mentre Sandro e Serena si mettono in macchina con il piccolo Edoardo lasciando presagire una nuova storia d'amore.

## Riconoscimenti
- 1994 - David di Donatello
  - Miglior regista esordiente a Simona Izzo
  - Migliore attrice non protagonista a Monica Scattini
  - Candidatura Migliore attrice protagonista a Barbara De Rossi

- 1995 - Nastro d'argento
  - Candidatura Miglior regista esordiente a Simona Izzo
  - Candidatura Migliore sceneggiatura a Simona Izzo e Graziano Diana
- 1994 - Ciak d'oro
  - Miglior attore non protagonista a Alessandro Benvenuti[1]